# Emiliano Zapata III
Emiliano Zapata III är en ort i Mexiko.   Den ligger i kommunen Candelaria och delstaten Campeche, i den sydöstra delen av landet, 900 km öster om huvudstaden Mexico City. Emiliano Zapata III ligger 73 meter över havet och antalet invånare är 186.
Terrängen runt Emiliano Zapata III är platt, och sluttar söderut. Runt Emiliano Zapata III är det glesbefolkat, med 11 invånare per kvadratkilometer. Närmaste större samhälle är Haro, 13,2 km nordväst om Emiliano Zapata III. I omgivningarna runt Emiliano Zapata III växer i huvudsak städsegrön lövskog.